# Primera batalla de El Alamein
La primera batalla de El Alamein (del 1 al 27 de julio de 1942) fue una batalla de la campaña del Desierto Occidental de la Segunda Guerra Mundial, donde combatieron las fuerzas del Eje, comandadas por Erwin Rommel, y las fuerzas aliadas al mando de Claude Auchinleck. 
En esta batalla, los británicos detuvieron el segundo (y último) avance de las fuerzas del Eje hacia Egipto. Las posiciones del Eje cerca de El Alamein, a solo 106 kilómetros (65,87 mi) de Alejandría, se encontraban peligrosamente cerca de los puertos y ciudades de Egipto, las bases de las fuerzas de la Mancomunidad de Naciones (Commonwealth) y el Canal de Suez. Sin embargo, las fuerzas del Eje estaban demasiado lejos de su base en Trípoli, Libia, para permanecer en El Alamein indefinidamente, lo que llevó a ambos bandos a acumular suministros para nuevas ofensivas, ante las limitaciones de tiempo y distancia.
En octubre de ese año se iniciaría la Segunda batalla de El Alamein.

## Antecedentes

### Retirada desde Gazala

Área de la campaña del Desierto Occidental de 1941-1942.

Tras la derrota en la Batalla de Gazala en junio de 1942, el VIII Ejército había retrocedido desde la línea de Gazala a Marsá Matrú, aproximadamente 160 kilómetros (99,42 mi) dentro de la frontera egipcia. El 21 de junio Rommel capturó Tobruk e hizo 33.000 prisioneros ingleses. El 25 de junio el General Claude Auchinleck, Comandante en Jefe en el Oriente Medio, relevó a Neil Ritchie del mando del VIII Ejército que él mismo asumió directamente. Decidió no buscar una confrontación en la posición de Marsá Matrú: tenía un flanco izquierdo abierto hacia el sur como el que había sido explotado por Erwin Rommel en Gazala. Decidió que era mejor retirarse 161 km o más hacia el este para acercarse a El Alamein en la costa mediterránea. Solamente a 60 km al sur de esta zona, las escarpadas laderas de la depresión de Qattara eliminaban la posibilidad de que el enemigo rodeara el flanco meridional de sus defensas y limitaban la anchura del frente que tenía que defender.

## Batalla de Marsá Matrúh
Mientras preparaba las posiciones de El Alamein, Auchinleck libraba intensos combates dilatorios, primero en Marsá Matrú el 26 de junio y después en Fuka el 28 de junio. El último cambio de órdenes dio lugar a una cierta confusión en las formaciones delanteras (X y XIII Cuerpos) entre el deseo de infligir daños al enemigo y la intención de no quedar atrapados en la posición de Matrú, sino retirarse en orden. El resultado fue una pobre coordinación entre los dos cuerpos delanteros y entre las unidades dentro de ellos.

En el interior, la 2.ª División de Nueva Zelanda quedó rodeada por la 21.ª División de Panzer en Minqar Qaim. Tuvo éxito en la rotura del cerco durante la noche del 27 de junio y se unió al resto del XIII Cuerpo en la posición de Alamein sin graves pérdidas. Sin embargo, el repliegue del XIII Cuerpo había dejado el flanco meridional del Cuerpo X expuesto en la costa en Matrúh y su línea de retirada comprometida. También habían tenido que romper el cerco y en el proceso sufrieron muchas bajas, incluyendo la destrucción de la 29.ª Brigada India de Infantería en Fuka. Aunque el informe oficial alemán de la batalla no hace ninguna mención de fuerzas italianas y mantiene que fue la 90.ª División Ligera Afrika alemana la que conquistó la ciudad antigua de Marsá Matrúh, las más recientes investigaciones establecen que fueron los dos batallones del 7° Regimiento de Bersaglieri junto con los tanquistas de la División Italiana Blindada Littorio quienes cercaron y obligaron la rendición de más de 6.000 defensores de la fortaleza británica, además de capturar 40 tanques y una cantidad enorme de suministros.

### Defensa en El Alamein
El Alamein era una insignificante estación de tren en la costa. Unos 35 km al sur se halla la cresta Ruweisat, baja y pedregosa que, sin embargo, proporcionaba excelentes puestos de observación del desierto de los alrededores. Otros 35 km al sur se asienta la depresión de Qattara. La línea que los británicos optaron por defender se extendía entre el mar y la depresión de Qattara, lo que significa que Rommel no podía flanquearles, como había hecho antes con éxito, sin realizar un enorme desvío y cruzar las inestables arenas del desierto del Sahara. Antes de la guerra, el Ejército Británico en Egipto había reconocido El Alamein, y el VIII Ejército había comenzado la construcción de varias "cajas" (áreas excavadas y rodeadas de campos minados y alambre de espino), estando las más desarrolladas alrededor de la estación de ferrocarril de El Alamein. No obstante, la mayoría de la "línea" era, simplemente, desierto vacío.
La posición británica en Egipto pasaba por un momento crítico. La derrota de Marsá Matrúh había provocado el pánico en el cuartel general británico de El Cairo. En lo que se conoce como "el Miércoles de Ceniza", en el cuartel general británico, en las unidades de retaguardia y en la Embajada Británica, los británicos quemaron frenéticamente documentos confidenciales en previsión de la entrada de las tropas del Eje en la ciudad. El Eje también estimaba que la captura de Egipto era inminente - Mussolini, presintiendo un momento histórico, voló a Libia para preparar su entrada triunfal en El Cairo.
El 30 de junio, el Afrika Korps de Rommel se acercó a la posición de El Alamein. Las fuerzas del Eje estaban agotadas e incompletas, pero Rommel confiaba en que podrían avanzar hasta el Nilo. El plan de Rommel era que la 90.ª División Ligera Afrika bloqueara la 1.ª División Sudafricana (que ocupaba la posición más al norte de El Alamein), mientras que la 15.ª División Panzer y la 21.ª División Panzer atacarían pasada la cresta Ruweisat. Sin embargo, la inteligencia del Eje había fallado al no descubrir la presencia de la 18.ª Brigada India, que había ocupado una posición expuesta en el oeste de la cresta Ruweisat en Deir el Shein la tarde del 28 de junio, después de un apresurado viaje desde Irak.

## La batalla

### La División "Afrika" ataca
El 1 de julio la 90.ª División Ligera "Afrika" atacó a lo largo de la costa, pero la 1.ª División Sudafricana en la "caja" de El Alamein, apoyada por el fuego de artillería pesada, los repelió. Aproximadamente a las 10 de la mañana del 1 de julio la 21.ª División Panzer atacó Deir el Shein. La 18.ª Brigada India llevó a cabo una lucha desesperada durante el resto de la jornada, pero al anochecer los alemanes consiguieron sobrepasarles. No obstante, el tiempo que habían ganado así permitió a Auchinleck organizar la defensa del borde occidental de la cresta Ruweisat.
El 2 de julio Rommel ordenó la reanudación de la ofensiva, intentando que el Afrika Korps se dirigiese sobre la cresta Ruweisat para desbordar las posiciones surafricanas en El Alamein. Por entonces las fuerzas del Afrika Korps se reducían a 37 tanques de los 55 con los que había comenzado el ataque, mientras que la defensa británica de la cresta se apoyaba en una formación improvisada llamada Robcol, que consistía en un regimiento de artillería de campo, otro de artillería antiaérea ligera y una compañía de infantería. Robcol, conforme a una práctica común en el ejército británico para las formaciones ad hoc, tomó el nombre de su comandante, el general de brigada Robert Waller, comandante de artillería de la 10.ª División de Infantería India. Robcol fue capaz de ganar tiempo, y a última hora de la tarde dos brigadas acorazadas británicas intervinieron en la batalla.[cita requerida] Rechazaron los repetidos ataques del Eje, que tuvieron que retirarse antes del anochecer. Los británicos reforzaron Ruweisat durante la noche del 2 de julio. El Robcol ampliado pasó a llamarse Walgroup. Durante todo este tiempo, la Royal Air Force sometió a las unidades del Eje a intensos ataques aéreos.
El día siguiente, 3 de julio, Rommel continuó el ataque contra la cresta Ruweisat. Esta vez con el XX Cuerpo Italiano Motorizado, un indicio del agotamiento y de la poca fuerza del Afrika Korps. Durante la mañana, la combinación del fuego de artillería británico y los constantes ataques aéreos detuvieron el avance del Afrika Korps; el 3 de julio la Royal Air Force realizó un total de 780 salidas. Aunque los británicos habían conseguido parar al Afrika Korps, la 132.ª División blindada Ariete italiana hizo progresos a lo largo de la cresta Ruweisat hasta que se encontraron con los más numerosos y mejor armados tanques británicos de la 4.ª Brigada Acorazada.[cita requerida]
Para aliviar la presión sobre la derecha y el centro de la línea del VIII Ejército, el XIII Cuerpo - situado a la izquierda - avanzó desde la "caja" de Qattara (conocida por los neozelandeses como la "caja" Kaponga). El plan era que la 2.ª División de Nueva Zelanda, con los restos de la 5.ª División India y de la 7.ª Brigada Motorizada bajo su mando, girase hacia el norte para amenazar al flanco y a la retaguardia del Eje. Esta fuerza se encontró con la artillería de la División blindada Ariete, que se dirigía al flanco meridional de la división como parte de su ataque a Ruweisat. El comandante italiano ordenó a sus batallones luchar por separado, pero la Ariete perdió a 531 hombres (cerca de 350 fueron hechos prisioneros), 36 piezas de artillería, seis u ocho tanques y 55 camiones. Al final del día la División Ariete tenía solamente cinco tanques. Una feroz batalla de tanques entre el Afrika Korps y las 22.ª y 4.ª Brigadas Acorazadas frustraron los intentos de Rommel de reanudar el ataque.
Al sur, el Grupo de Nueva Zelanda continuó su avance el 5 de julio. Sin embargo, el fuego de la artillería pesada de la División “Brescia” en El Mreir obligó al XIII Cuerpo a cancelar su ataque.

### Rommel se atrinchera

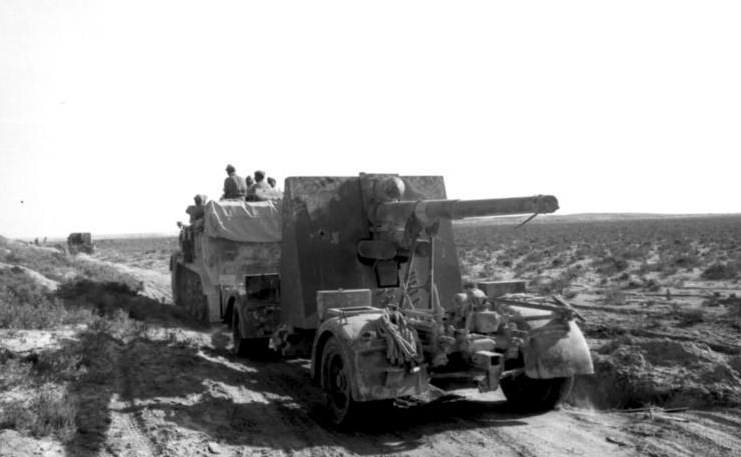
Un "FlaK" de 88 mm durante la batalla, siendo trasladado por una semioruga.

Entonces Rommel decide que sus agotadas fuerzas no podrían hacer ningún progreso sin descansar y reagruparse. El Afrika Korps disponía sólo de 36 Panzers, sus tres divisiones alemanas tenían sólo 1200-1500 efectivos cada una, y sus hombres estaban agotados y operando al límite de sus líneas de suministro. El 4 de julio Rommel ordena a las fuerzas del Eje pasar a la defensiva.[cita requerida]
Para entonces Rommel padecía la gran extensión de sus líneas de suministro. La fuerza aérea aliada del desierto se concentraba ferozmente en sus frágiles y alargadas rutas de abastecimiento, mientras que las columnas móviles británicas que se movían al oeste y que golpeaban desde el sur causaban estragos en la retaguardia del Eje. Rommel no podía permitirse estas pérdidas dado que los envíos desde Italia habían sido reducidos substancialmente (durante junio recibió 5.000 toneladas de suministros, comparadas con las 34.000 de mayo, y 400 vehículos, comparados con los 2.000 de mayo) Mientras tanto, el VIII Ejército se reorganizaba y reconstruía, beneficiándose de sus cortas líneas de comunicación. El 4 de julio, la 9.ª División Australiana se había incorporado a la línea en el norte, y el 9 de julio la 5.ª Brigada de Infantería India volvió a ocupar la posición de Ruweisat. Al mismo tiempo la fresca 161.ª Brigada de Infantería India reforzó a la agotada 5.ª División de Infantería India.

### Tel el Eisa
Antes del amanecer del 10 de julio, la 26.ª Brigada Australiana lanzó un ataque contra la cresta norte de la estación de Tel el Eisa a lo largo de la costa (Cota 33). El ataque fue precedido por el bombardeo más intenso experimentado en África del Norte, que provocó el pánico de los inexpertos soldados de la División Italiana “Sabratha” que acababa de ocupar las incompletas defensas del sector. El ataque australiano capturó más de 1.500 prisioneros, destruyó una división italiana y apresó a la 621.ª Compañía de Intercepción de Señales alemana. Pero elementos de la 164.ª División Ligera Alemana y de la División Italiana “Trieste”, junto con un batallón del 7.º Regimiento Bersaglieri, llegaron para tapar la brecha en las defensas del Eje. Durante la tarde y el anochecer, los tanques de la 15.ª División Panzer y el Batallón Blindado N.º 11 del mayor Vierri de la División Italiana “Trieste” lanzaron contraataques contra las posiciones australianas, pero fracasaron ante la aplastante artillería aliada y las armas antitanque australianas.
Al amanecer del 11 de julio, la 26.ª Brigada Australiana atacó el extremo occidental de la colina de Tel el Eisa (Punto 24). Ganaron terreno y contuvieron una serie de contraataques del Eje a lo largo del día, haciendo más de 1000 prisioneros italianos. El 12 de julio, la 21.ª División Panzer lanzó un contraataque contra la Cota 33 y el Punto 24, que fue rechazado después de dos horas y media de combate, con más de 600 alemanes muertos y heridos esparcidos delante de las posiciones australianas.
Al día siguiente, la 21.ª División Panzer lanzó un ataque contra la Cota 33 y las posiciones surafricanas en la caja de El Alamein. El ataque fue detenido por el intenso fuego de artillería de los defensores. En la tarde del 14 de julio, un batallón del 85.º Regimiento de Infantería de la División “Sabratha” logra avanzar y sobrepasar a los defensores australianos de la cresta de Tel el Eisa. Rommel todavía estaba decidido a expulsar a las fuerzas británicas del saliente norteño. Aunque los defensores australianos fueron forzados a retroceder en el Punto 24, infligieron muchas bajas a la 21.ª División Panzer. Otro ataque fue realizado el 15 de julio, pero no consiguió ganar terreno ante una resistencia tenaz. El 16 de julio los australianos, apoyados por los tanques británicos, lanzaron un ataque para intentar tomar el Punto 24, pero fueron forzados a retroceder por los defensores italianos, sufriendo bajas de casi el cincuenta por ciento.
Después de siete días de lucha feroz terminó la batalla en el norte por el saliente del Tel el Eisa. La 9.ª División Australiana estimó que al menos 2000 soldados del Eje había resultado muertos y que se hecho más de 3700 prisioneros en la batalla por Tel el Eisa. Posiblemente el aspecto más importante de la batalla fue que los australianos habían capturado la 621.ª Compañía de Intercepción de Señales. Esta unidad había provisto a Rommel de incalculable información sobre el adversario, recabada interceptando las comunicaciones de radio británicas. Ahora Rommel había perdido esa fuente de información.

### La cresta Ruweisat
Mientras las fuerzas del Eje se atrincheraban, Auchinleck desarrolló un plan para atacar la cresta Ruweisat, cuyo nombre en clave era "Operación Bacon". El objetivo era que la 4.ª y la 5.ª Brigada de Nueva Zelanda se apoderaran de la cresta en un ataque nocturno, después la 2.ª Brigada Acorazada y la 22.ª Brigada Acorazada avanzarían para proteger a la infantería mientras se consolidaban en la cresta. El ataque comenzó a las 23:00 del 14 de julio. Las dos brigadas de Nueva Zelanda tomaron parte de la cresta en el ataque nocturno, pero los campos de minas y los nidos de resistencia de unos 4.000 defensores italianos crearon desorden entre los atacantes. Consecuentemente, las brigadas de Nueva Zelanda ocuparon posiciones expuestas en la cresta sin armamento de apoyo. Más importante aún, las comunicaciones con las dos brigadas acorazadas británicas fallaron, y los blindados británicos no avanzaron para proteger a la infantería. La 15.ª División Panzer lanzó un contraataque inmediato, que expulsó a los neozelandeses de la cresta con grandes pérdidas. Los Aliados capturaron más de 2.000 prisioneros de guerra del Eje, sobre todo de las divisiones “Brescia” y “Pavía”; la División de Nueva Zelanda sufrió 1.405 bajas.
Mientras la 2.ª División de Nueva Zelanda atacaba la vertiente occidental de la cresta Ruweisat, la 5.ª Brigada India hizo pequeños avances en el este de la cresta. El desbordamiento de los neozelandeses dejó a la 5.ª Brigada India en una posición más expuesta. Sin embargo, al contrario que los neozelandeses, la 5.ª Brigada India había tenido tiempo para enterrar sus armas antitanque y prepararse para el asalto alemán. La 15.ª División Panzer y la 21.ª División Panzer atacaron a la 5.ª Brigada India a las 16:05 del 16 de julio; los indios, con la ayuda de la 2.ª Brigada Acorazada, rechazaron el ataque alemán. Después de la batalla los indios contaron 24 tanques destruidos, así como vehículos blindados y numerosas armas antitanque dejadas en el campo de batalla.

### La ‘cresta desolación’

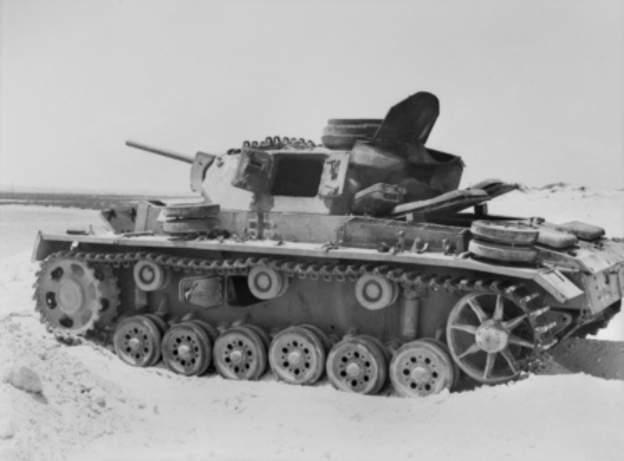
Tanque Panzer III averiado durante los combates.

Para aliviar la presión sobre la cresta Ruweisat, Auchinleck ordenó a la 9.ª División Australiana lanzar otro ataque desde el norte. A primera hora del 17 de julio, la 24.ª Brigada Australiana asaltó la cresta Miteriya (conocida por los australianos como la ‘cresta desolación’). El ataque nocturno fue inicialmente exitoso, con 736 prisioneros capturados, sobre todo de las divisiones “Trento” y “Trieste”. Sin embargo, una situación crítica para las fuerzas del Eje fue salvada de nuevo mediante contraataques vigorosos de las fuerzas alemanas e italianas agrupadas precipitadamente, que forzaron a los australianos a retirarse de nuevo a su línea de comienzo con 300 bajas. Aunque la crónica oficial australiana del batallón 2/32 de la 24.ª Brigada describe la fuerza de contraataque como "alemana", el historiador australiano Mark Johnston informa que los archivos alemanes indican que fue la División "Trento" la que desbordó al batallón australiano. Barton Maughan, historiador oficial de Australia, ha escrito que "dos pelotones avanzados de la compañía izquierda de la 2/32 fueron cercados, 22 hombres fueron hechos prisioneros" pero no arroja más luz sobre este ataque.

### El Mreir
El VIII Ejército disfrutaba ahora de una masiva superioridad en material sobre las fuerzas del Eje - el VIII Ejército tenía más de 300 tanques, mientras que Rommel disponía solamente de 38 tanques alemanes y 51 tanques italianos. El plan de Auchinleck consistía en que la 161.ª Brigada India atacara a lo largo de la cresta Ruweisat, mientras que la 6.ª Brigada de Nueva Zelanda atacaba al sur de la cresta hacia la depresión de El Mreir. A la luz del día, dos brigadas acorazadas británicas - la 2.ª Brigada Acorazada y la fresca 23.ª Brigada Acorazada - cruzarían por el boquete creado por la infantería. El plan era complicado y ambicioso. El ataque nocturno de la infantería comenzó a las 16:30 del 21 de julio. El ataque de la 161.ª Brigada India se topó con intenso fuego defensivo y fracasó. El ataque neozelandés alcanzó sus objetivos en la depresión de El Mreir. Pero al amanecer del 22 de julio, la División italiana "Trieste" todavía controlaba gran parte de su terreno y las brigadas acorazadas británicas, de nuevo, no pudieron avanzar. En lugar de eso, las divisiones panzer alemanas respondieron con un rápido contraataque que dejó a la infantería neozelandesa al descubierto, infligiéndoles más de 900 bajas. Para agravar el desastre, el comandante de la 23.ª Brigada Acorazada ordenó a su brigada avanzar a las 8:00, y ésta obedeció sus órdenes al pie de la letra. La brigada cargó contra los cañones antitanque de la 21.ª División Panzer, y después sufrió un contraataque alemán. La 23.ª Brigada Acorazada fue destruida, con una pérdida de 80 tanques.
Al norte, la 9.ª División Australiana continuaba sus ataques. En el amanecer del 22 de julio, la 26.ª Brigada Australiana atacó Tel el Eisa. La lucha por Tel el Eisa fue costosa, pero por la tarde los australianos controlaban la posición. Al atardecer la 24.ª Brigada Australiana atacó la ‘cresta desolación’, precedido por un ataque de tanques, que no pudo coordinarse con la infantería australiana. El resultado fue que las fuerzas del Eje destruyeron 23 tanques británicos porque su ataque careció del apoyo de la infantería.
Una vez más, el VIII Ejército no había podido destruir las fuerzas de Rommel, a pesar de su aplastante superioridad en hombres y en equipo. Por otro lado, para Rommel la situación continuaba siendo grave porque, a pesar de las acertadas operaciones defensivas, su infantería había sufrido graves pérdidas e informó que “la situación es extremadamente crítica”.

### El ataque final del VIII Ejército fracasa
Los días 26/27 de julio, Auchinleck puso en marcha la "Operación Manhood" en el sector norte en un intento final de quebrar las fuerzas del Eje. Éste era la tercera tentativa en la ‘cresta desolación’, y los defensores del Eje esperaban el ataque. Como los anteriores ataques de Auchinlek, fue mal planeado. La 24.ª Brigada Australiana logró alcanzar sus objetivos en la mencionada cresta alrededor de las 2:00 del 27 de julio. Al sur de dicha cresta, la 69.ª Brigada Británica seguía y alcanzaba sus objetivos sobre las 8:00. Sin embargo, las unidades de apoyo se perdieron en la oscuridad o se retrasaron por los campos de minas, dejando a los atacantes aislados y expuestos al fuego de un batallón de la División “Trento”. Las brigadas acorazadas británicas no avanzaron tal y como estaba previsto. Rommel lanzó un contraataque inmediato y los carros blindados de la División "Trieste" desbordaron a los atacantes australianos antes del mediodía. Los británicos y los australianos sufrieron más de 1000 bajas sin obtener ninguna ganancia.
El VIII Ejército estaba agotado, y el 31 de julio Auchinleck ordenó concluir las operaciones ofensivas y consolidar las defensas para organizar una contraofensiva importante.

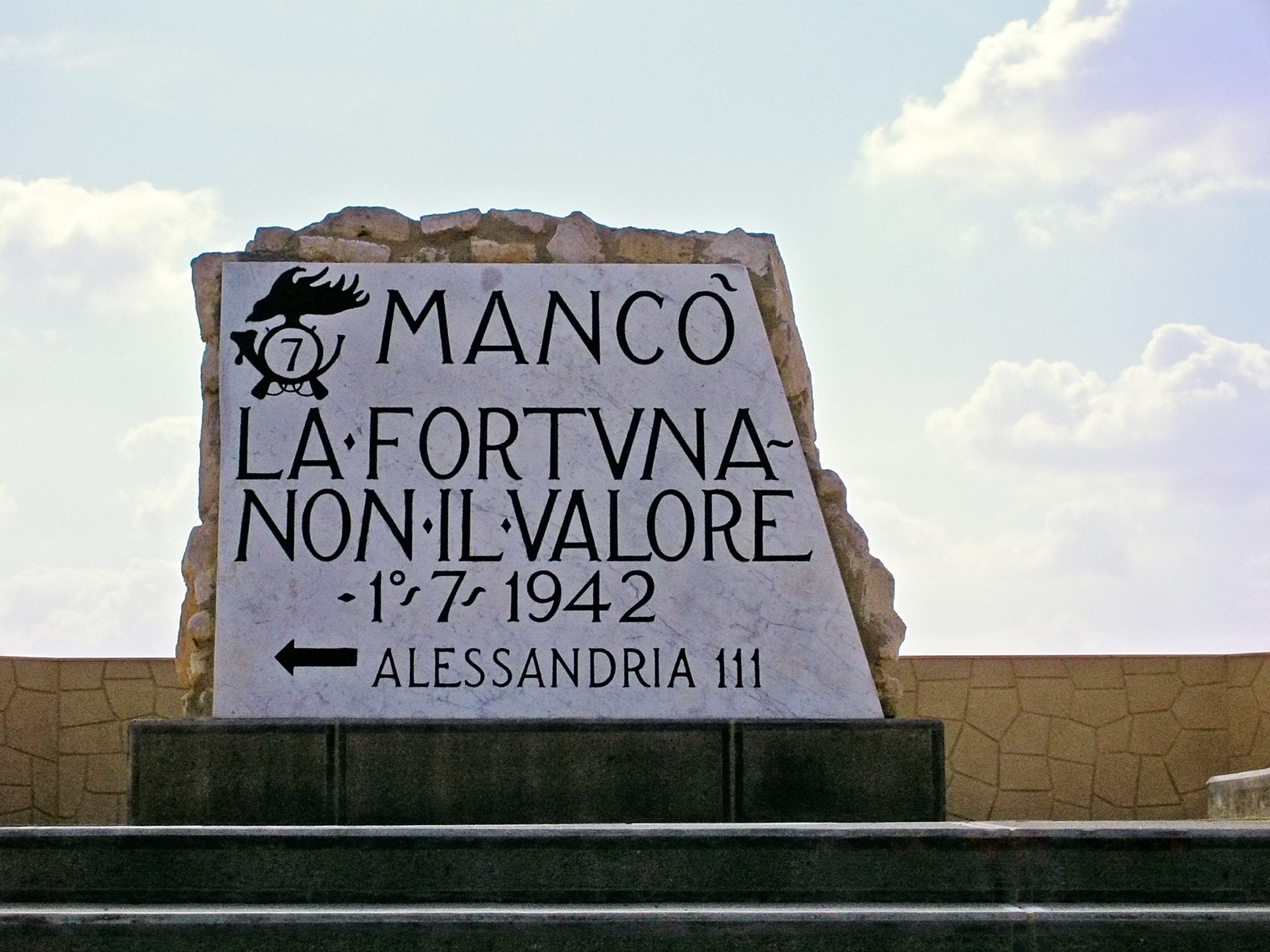
Monumento en la carretera de Alejandría a El Alamein en el punto máximo del avance italiano.

Rommel culpó más adelante del fracaso del avance hacia el Nilo a que las fuentes de suministros de su ejército se habían secado y a que :

Entonces la fuerza de resistencia de muchas formaciones italianas se derrumbó. Los deberes de camaradería, para mí particularmente como su comandante en jefe, me obligan a indicar inequívocamente que las derrotas que sufrieron las formaciones italianas en El Alamein a principios de julio no fueron por culpa de los soldados italianos. Los italianos eran dispuestos, desinteresados y buenos, y, considerando las condiciones bajo las que sirvieron, siempre dieron más que la media. No hay duda de que el logro de cada unidad italiana, especialmente de las fuerzas motorizadas, sobrepasó de lejos cualquier cosa que el ejército italiano había hecho durante cientos de años. Muchos generales y oficiales italianos se ganaron nuestra admiración como hombres y como soldados. La causa de la derrota italiana tuvo sus raíces en el conjunto del sistema y del estado militar italiano, en su armamento pobre y en la carencia general del interés en la guerra de muchos italianos, los oficiales y los estadistas. Este fracaso italiano impidió con frecuencia la realización de mis planes.

Rommel se quejó amargamente de la falta de importantes convoyes italianos que le abastecieran de los desesperadamente necesitados tanques y siempre echó la culpa al Mando Supremo Italiano, sin sospechar de la rotura de su código secreto por parte de los británicos.

## Resultados
La batalla llevó a un punto muerto, pero se había detenido el avance del Eje hacia Alejandría (y hacia El Cairo y, en última instancia, el canal de Suez). El VIII Ejército había sufrido 13 000 bajas en julio (incluyendo 4.000 en la División de Nueva Zelanda, 3.000 en la 5.ª División de Infantería India y 2.552 en la 9.ª División Australiana) pero había capturado 7.000 prisioneros y había infligido severos daños a las fuerzas del Eje en términos de hombres y blindados.
A principios de agosto Winston Churchill y el general Alan Brooke, jefe británico del Estado Mayor general imperial, visitaron El Cairo de camino a Moscú para encontrarse con Iósif Stalin. Decidieron reemplazar a Auchinleck, designando al teniente general William Gott (hasta entonces comandante del XIII Cuerpo) comandante del VIII Ejército y al general Sir Harold Alexander Comandante en Jefe en el Oriente Medio. Persia e Irak debían separarse del mando de Oriente Medio y constituirse en un mando separado, y se ofreció a Auchinleck el puesto de Comandante en Jefe (que rechazó). Sin embargo, Gott murió de camino a asumir su mando cuando un Messerschmitt interceptó el avión en que volaba y sus disparos alcanzaron a Gott en el corazón. El teniente general Bernard Montgomery fue designado en su lugar.
Un segundo intento de Rommel de bordear o romper la posición de la Commonwealth fue rechazado en la batalla de Alam Halfa en agosto, y en octubre el VIII Ejército derrotó decisivamente a las fuerzas del Eje en la Segunda Batalla de El Alamein.